# Amydria onagella
Amydria onagella är en fjärilsart som beskrevs av William George Dietz 1905. Amydria onagella ingår i släktet Amydria och familjen Acrolophidae. Inga underarter finns listade i Catalogue of Life.